# 西北地区政府
西北地区政府是加拿大西北地区的地区级政府。广义上由地区立法机构、地区行政机构和地区司法机构组成；狭义上特指地区行政机构。西北地区採用共識民主制度。

## 立法机构
西北地区立法会是西北地区的立法机构，依联邦政府制定的《西北地区法》（Northwest Territories Act）和其他联邦法律，负责属于西北地区管辖范围内的立法工作。

## 行政机构

### 地区行政会议（内阁）
地区行政会议（内阁）由地区行政长官、地区行政机构各组成部门主管（各厅厅长）及其他必要人员组成。内阁成员由地区行政长官向西北地区专员建议，由专员任命；内阁成员通常为西北地区立法会成员。
本届地区行政会议现时组成人员共7人。

### 地区行政机构的组成部门
现时地区行政机构的组成部门共有10个。
- 西北地区教育、文化和就业厅
- 西北地区环境和自然资源厅
- 西北地区行政和原住民事务厅
- 西北地区财政厅
- 西北地区卫生和社会服务厅
- 西北地区工业、旅游和投资厅
- 西北地区基础设施厅
- 西北地区司法厅
- 西北地区土地厅
- 西北地区市政和社区事务厅

### 地区属局和委员会
现时共有地区属局多个。

## 司法机构
西北地区的最高法院为西北地区最高法院，地区上诉法院为西北地区上诉法院。